# Siegfried-Idyll

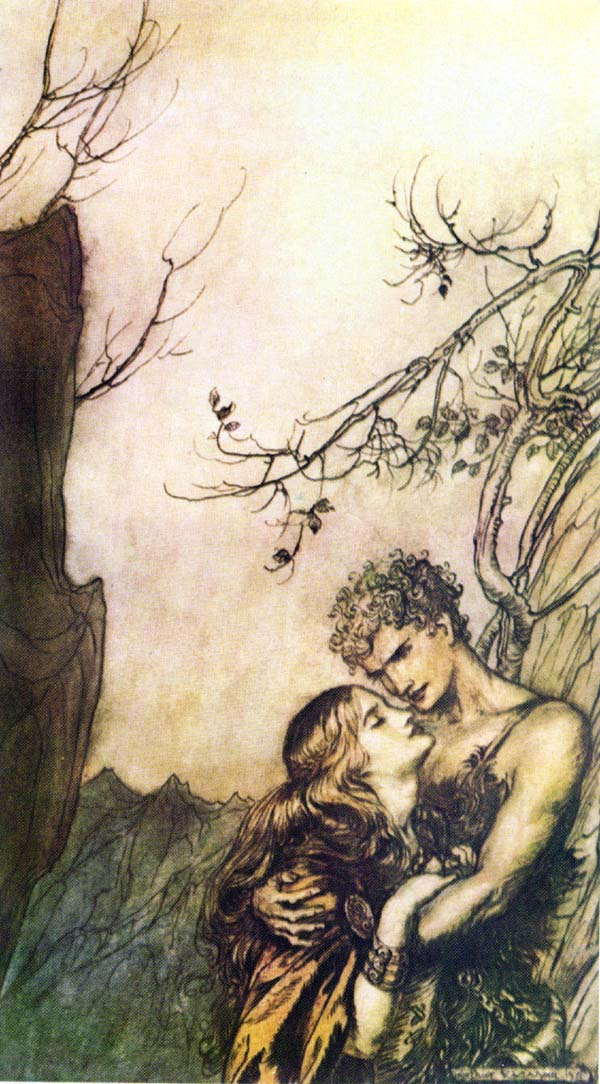
Brunhilde en Siegfried, door Arthur Rackham

De Siegfried-Idyll (WWV 103) is een symfonisch verjaardagsgedicht van Richard Wagner dat hij in 1870 schreef voor de verjaardag van zijn tweede vrouw Cosima Liszt. Het stuk is in aanleg een compositie voor dertienvoudig bezet kamermuziekensemble. Sinds de publicatie ervan wordt het meestal door symfonieorkesten gespeeld.
De oorspronkelijke titel is Tribschener Idyll mit Fidi-Vogelgesang und Orange-Sonnenaufgang, als Symphonischer Geburtstagsgruss. Seiner Cosima dargebracht von Ihrem Richard (vertaling: Idylle uit Tribschen met vogelgezang van Fidi en een oranje zonsopgang, als symfonische verjaardagsgroet. Voor zijn Cosima gecomponeerd door haar Richard). Fidi was de koosnaam van de zoon Siegfried, die in 1869 geboren was. Wagner en Cosima trouwden na die geboorte, op 25 augustus 1870.

## Achtergrond
Cosima zorgde bij de verjaardag van Wagner op 22 mei vaak voor muziek. In 1870 bestelde zij bijvoorbeeld 55 blazers om hem een serenade te brengen met zijn Huldigungsmarsch. Wagner vond dat hij iets terug moest doen voor de verjaardag van Cosima. Zij was jarig op 24 december, maar haar verjaardag werd altijd op Eerste kerstdag gevierd.
Na twee repetities in Zürich onder leiding van dirigent Hans Richter reisden 13 musici van de Tonhalle Orchester Zürich op kerstavond naar Luzern waar het echtpaar Wagner woonde in de wijk Tribschen.

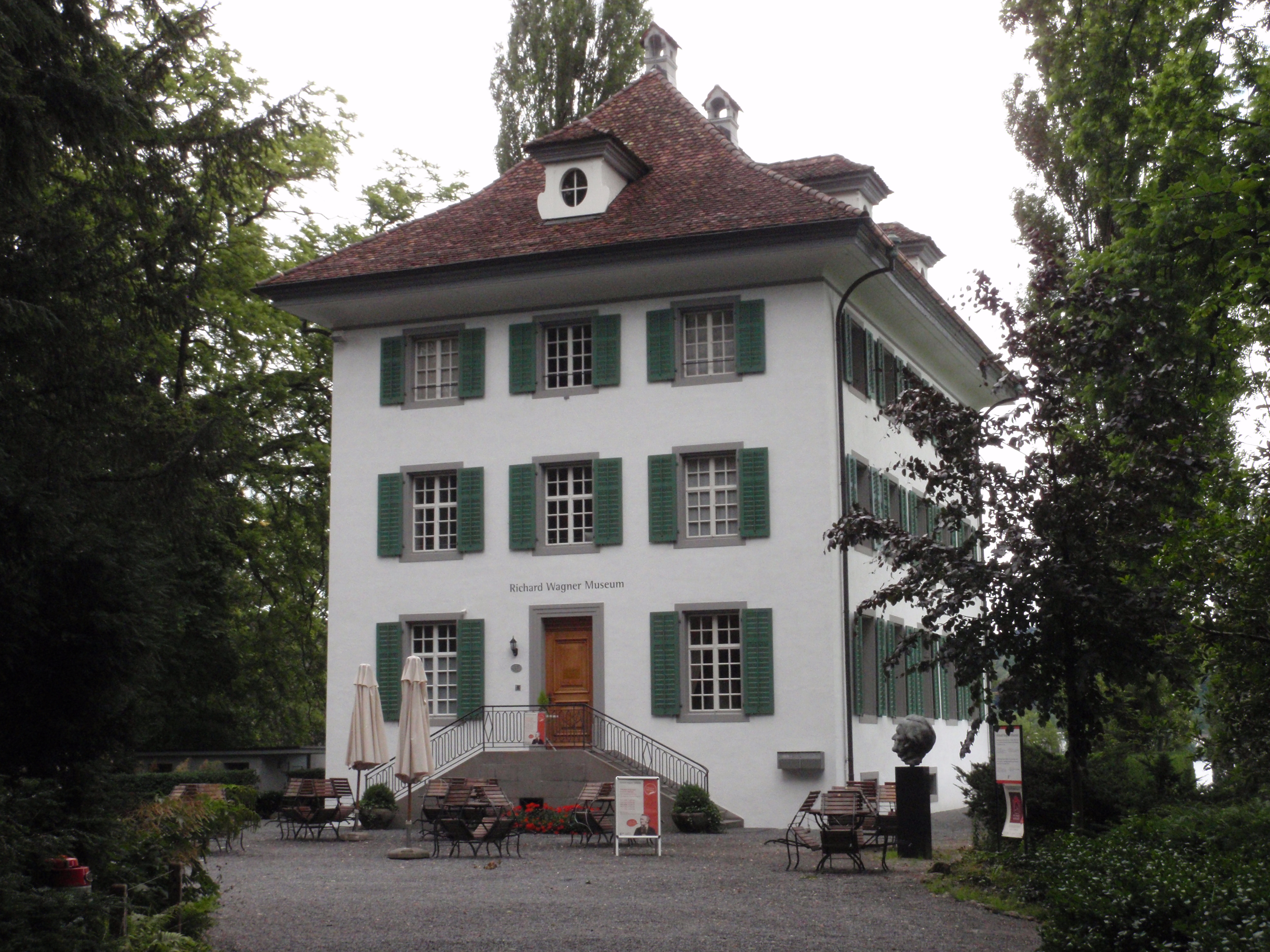
De woning van Wagner in Tribschen

Het stuk werd om half acht 's ochtends in de hal van de woning uitgevoerd door 4 violen, 2 altviolen (waarvan één werd bespeeld door Richter), een cello, een contrabas, een fluit, een hobo, klarinetten en hoorns. Ook de korte trompetpartij werd door Richter gespeeld. Voor de uitvoering hadden de musici zachtjes gestemd in de keuken.
Cosima schreef over deze gebeurtenis in haar dagboek dat ze zachtjes wakker werd door de muziek. Na afloop kwam Wagner de slaapkamer binnen samen met de drie kinderen. Hij gaf Cosima de partituur waar op de kaft stond: Tribschen Idyll, met Fidi's vogelgezang en oranje zonsopgang, een symfonische verjaardagswens voor Cosima van haar Richard. Fidi is het troetelnaampje van Siegfried, de zoon van Cosima en Richard die in juni 1869 geboren was. Tijdens de bevalling van Fidi had Wagner een vogel horen zingen tijdens een fraaie zonsopgang boven het Vierwoudstrekenmeer, dat te zien was vanuit hun landhuis Tribschen. Cosima was heel blij met het stuk en dezelfde dag werd het nog tweemaal uitgevoerd.
Het stuk werd daarna jarenlang niet gespeeld. Wel verwerkte Wagner het stuk in zijn opera Siegfried, die in première ging in 1876.
Wagner gaf het werk niet uit omdat hij het privé wilde houden en het bleef Cosima's geheime schat. Toen Wagner in 1877 in geldnood kwam was hij echter gedwongen het stuk toch uit te geven. Hij verkocht het stuk aan Schott Music. Daarbij breidde hij de orkestratie uit naar 35 spelers, zodat het beter zou aansluiten bij de markt. De titel van het stuk werd van Tribschen Idyll omgedoopt naar Siegfried-Idyll.

## De muziek
Het muziekstuk is voor Wagner opvallend licht van aard en goed te beluisteren. Het geluid van Siegfrieds vogel komt diverse malen in het stuk terug. Ook is het Duitse wiegeliedje Schlaf mein kind in het stuk verwerkt; gespeeld op hobo. Het stuk duurt 15-20 minuten, afhankelijk van de snelheid waarop het gespeeld wordt. De toonsoort is E-majeur.
De eerste maten van het stuk luiden als volgt: